# Kawungcarang
Kawungcarang is een bestuurslaag in het regentschap Banyumas van de provincie Midden-Java, Indonesië. Kawungcarang telt 1088 inwoners (volkstelling 2010).